# Utilitarisme négatif
L'utilitarisme négatif est une version de la théorie de l'éthique de l'utilitarisme qui donne une plus grande priorité à la réduction de la souffrance (utilité négative ou « désutilité ») qu'à l'augmentation du bonheur (utilité positive).
En cela, il diffère de l'utilitarisme classique qui ne prétend pas que la réduction de la souffrance est intrinsèquement plus importante que l'augmentation de bonheur. Toutefois, les deux versions de l'utilitarisme avancent que les actions sont moralement justes ou mauvaises uniquement de par leurs conséquences sur la somme totale de bien-être, cette expression se référant à l'état de l'individu. L'expression « utilitarisme négatif » est utilisée par certains auteurs pour désigner la théorie selon laquelle la réduction de la souffrance est la seule chose qui compte moralement. D'autres auteurs distinguent entre des versions « fortes » et « faibles » de l'utilitarisme négatif, les « fortes  » étant concernées seulement par la réduction de la souffrance (ou bien-être négatif), alors que dans les versions « faibles », ce sont à la fois le bien-être et la souffrance qui importent, bien que la souffrance importe davantage que le bien-être.
D'autres versions de l'utilitarisme négatif diffèrent par l'importance qu'elles donnent à la souffrance (la version négative de l'utilité) par rapport au bien-être (utilité positive), ainsi que différentes conceptions de ce qu'est le bien-être (utilité). Par exemple, l'utilitarisme négatif des préférences dit que la somme de bien-être dépend de préférences liées à la frustration. L'utilitarisme négatif hédoniste pense le bien-être en termes d'expériences agréables et désagréables. Il existe de nombreuses autres variantes sur la façon dont l'utilitarisme négatif peut être interprété.
L'expression « utilitarisme négatif » a été introduit par R. Ninian Smart en 1958 dans sa réponse à La Société Ouverte et Ses Ennemis de Karl Popper. Smart a également présenté le plus célèbre argument à l'encontre de l'utilitarisme négatif, en disant que l'utilitarisme négatif impliquerait qu'un dirigeant en mesure de détruire la race humaine, instantanément et sans douleur, aurait un devoir de le faire. De nombreux auteurs ont approuvé les versions de cette objection, tandis que d'autres lui ont opposé des contre-arguments.

## Histoire
L'expression « utilitarisme négatif » a été introduite par R. N. Smart en 1958 dans sa réponse au livre de Karl Popper, La Société Ouverte et Ses Ennemis, publié en 1945. Dans son livre, Popper met l'accent sur l'importance de la prévention de la souffrance dans les politiques publiques. Les idées négatives de l'utilitarisme présentent des similitudes avec les anciennes traditions comme le Jaïnisme et le Bouddhisme. 
Le philosophe grec Hégésias de Cyrène est considéré comme « l'un des premiers représentants de l'utilitarisme négatif ». Plus proche de nous, au 19e siècle, on peut trouver des idées similaires à l'utilitarisme négatif dans les œuvres du psychologue anglais Edmund Gurney qui écrit[Où ?] que « Il restera toujours assez de souffrance pour que la question de l'opportunité ... de leur séjour sur terre soit une question à laquelle les chiffres répondront ... par la négative. . . . Lorsque nous oublions la douleur, que nous la sous-estimons ou que nous disons que les gens « s'y habituent », nous perdons vraiment de vue ce qu'est réellement l'univers que nous voulons concevoir de manière adéquate ».